# White Chicks
White Chicks (bra: As Branquelas; prt: Loiras à Força) é um filme de comédia estadunidense de 2004 dirigido e co-escrito por Keenen Ivory Wayans, sendo lançado nos Estados Unidos em 23 de junho de 2004. Estrelado por Shawn Wayans e Marlon Wayans (irmãos de Keenen), o filme segue Kevin Copeland e Marcus Copeland, uma dupla de irmãos que trabalham desastrosamente como agentes para o FBI, que são incumbidos de proteger duas socialites brancas de uma provável tentativa de atentado e que acabam se disfarçando como elas próprias para realizar tal missão, mesmo eles sendo negros.
Produzido pelos irmãos Wayans e distribuído pela Columbia Pictures , White Chicks foi recebido com críticas negativas, embora tenha tido um moderado sucesso de receita arrecadando mais de 113 milhões de dólares em todo o mundo, contra um orçamento de 37 milhões.

## Enredo
Depois de permitir que traficantes de drogas escapassem como resultado de uma missão realizada desastrosamente em uma loja de conveniência, os irmãos e agentes do FBI Kevin e Marcus Copeland recebem uma nova missão: buscar as duas socialites patricinhas Brittany e Tiffany Wilson no aeroporto e levá-las em segurança para um evento de moda no Hamptons em um fim de semana a fim de evitar que elas se tornem as próximas vítimas de uma série de sequestros envolvendo pessoas de alto perfil; Kevin e Marcus, contudo, são advertidos pelo seu chefe Elliott Gordon de que se falharem novamente serão demitidos. No entanto, as irmãs Wilson sofrem pequenos cortes faciais em um acidente de carro evitável (onde o pequeno cachorro das irmãs quase cai da janela do veículo); Kevin e Marcus as levam até um hotel, onde as meninas se recusam a aparecer no evento com os pequenos ferimentos. Temendo por seus empregos, Kevin induz as garotas à permanecerem no hotel e convence Marcus a se disfarçar como as patricinhas junto com ele; depois de chamar um amigo especialista em maquiagem, os dois vão para o evento travestidos de Brittany e Tiffany, enquanto as verdadeiras moças ficam no hotel sem saber do plano dos dois.
Uma vez disfarçados no hotel do evento, Kevin e Marcus juntam-se às três melhores amigas das irmãs: Karen Googlestein, Tori Willson e Lisa Anderson, e encontram suas "rivais", as irmãs Vandergeld, Megan e Heather; sem o conhecimento de Kevin e Marcus, as irmãs estão sendo monitoradas por seus colegas Vincent Gomez e Jacob Harper, e pelo chefe Gordon, que estão disfarçados como funcionários do hotel. Em um leilão de caridade mais tarde naquela noite, o jogador de basquete profissional Latrell Spencer se interessa por Marcus, pensando que ele seja Tiffany, e ganha um encontro com ele, enquanto Kevin começa a buscar informações sobre o principal suspeito dos sequestros, Ted Burton, de Denise Porter, uma repórter do evento; Kevin posteriormente se envolve romanticamente com Denise, enquanto Marcus rejeita várias cantadas de Latrell.
Em uma boate, Karen conta para Marcus e Kevin, ainda disfarçados, que Warren Vandergeld está realmente sem dinheiro e tem recebido empréstimos de seu pai, o que faz com que a dupla chegue à conclusão de que Warren é o cérebro por trás dos sequestros. No entanto, antes de ser capaz de investigar isso, as verdadeiras Brittany e Tiffany descobrem que estão sendo "clonadas" e viajam para o evento, enquanto Gina, esposa de Marcus, também chega ao local e chega a conclusão de que o marido possa lhe estar traindo ao vê-lo no quarto do hotel com Kevin travestido de mulher. Gomez e Harper, após uma ligeira investigação, posteriormente concluem que as irmãs estão sendo representadas por dois homens, mas ao contarem a descoberta para Gordon eles acabam levando as verdadeiras Brittany e Tiffany e as expõe vergonhosamente tentando tirar as supostas falsas máscaras e os seios postiços delas; eles são subsequentemente suspensos, enquanto Gordon finalmente demite Kevin e Marcus depois que ele descobre que os dois se passavam pelas irmãs.
Mais tarde, Kevin e Marcus descobrem que Warren canalizou grandes somas de dinheiro através de sua modesta caridade e tentam notificar Gordon, que rejeita suas alegações; logo depois, eles, ao lado de Gomez e Harper, optam por prosseguir com o caso por eles mesmos. No desfile final do evento, Kevin e Marcus, novamente travestidos, são escolhidos para serem os protagonistas da passarela, mas as verdadeiras Brittany e Tiffany também chegam e se apresentam para o desfile. Isso causa uma confusão em massa tanto entre os quatro quanto à plateia, onde Warren se prepara para iniciar mais um sequestro; no entanto, Warren captura incorretamente Brittany e Kevin, iniciando uma briga.
Na luta que se segue, Kevin é baleado tentando proteger Denise, que estava cobrindo o evento com sua equipe de reportagem, e Latrell é baleado tentando proteger Marcus, ainda pensando que ele é Tiffany. A dupla captura Warren com sucesso, enquanto Gomez e Harper prendem Heath e Russ, uma dupla de amigos contratada por Warren para se envolver com as garotas e ajudar nos sequestros. Depois que suas identidades verdadeiras são reveladas a todos, para o desespero de Latrell, Marcus faz as pazes com Gina, enquanto Denise e Kevin começam um relacionamento; Kevin e Marcus recuperam seus empregos de agentes após o sucesso da missão, embora novamente resolvida de maneira desastrada. Latrell acaba se encontrando com as verdadeiras irmãs Wilson e elas acabam saindo com ele para um encontro romântico.
Após finalmente perceberem que Marcus e Kevin estavam disfarçados de Tiffany e Brittany, Tori, Lisa e Karen dizem para os agentes que gostavam mais das irmãs Wilson quando eles se passavam por elas do que das verdadeiras; os cinco concordam em permanecer amigos e combinam de fazer compras.

## Elenco
- Shawn Wayans como Kevin Copeland: um agente da FBI, bastante competente, porém também atrapalhado que sempre atua ao lado do irmão mais novo Marcus. Muito mais corajoso e astuto que o irmão, é quem geralmente toma partido das missões e investigações. Após uma investida dar errado, ele e Marcus correm o risco de perder seus empregos, então tentam cumprir por si mesmos a escolta das patricinhas Brittany e Tiffany Wilson. Após um acidente que fere levemente as duas (que são hospitalizadas e submetidas à pequenas cirurgias faciais), os dois têm de se disfarçar das duas irmãs, e Kevin faz o papel da mais velha Brittany, bancando a conselheira amorosa das amigas, muito embora tais conselhos não dêem certo por ele não ter visão feminina e vez ou outra ofender alguma mulher. Ao contrário do irmão, Kevin é solteiro, descompromissado e pronto para se envolver amorosamente ou até mesmo para paquerar e ter um romance ocasional sem continuidade. Por mais que goste de mostrar do que é capaz para impressionar seus chefes e as mulheres, ainda assim se enrola, principalmente quando finge ser outra pessoa.
- Marlon Wayans como Marcus Copeland: irmão mais novo de Kevin, Marcus é seu parceiro no FBI, bem mais receoso e apreensivo que seu astuto irmão, sempre hesita e pensa duas vezes antes de já entrar em ação e é quem geralmente impede Kevin de cometer atos falhos que comprometam suas profissões no FBI, além de geralmente se desentender com o mesmo quando este o coloca numa encrenca, sendo notavelmente o mais azarado dos dois. Um dos motivos de Marcus ser mais realista e comedido do que Kevin é o fato dele ser casado com Gina, uma mulher extremamente exigente e ciumenta, sempre desconfiada dos possíveis rolos românticos que acredita que seu marido talvez se envolva, o que gera várias discussões entre eles (também graças aos mal entendidos criados por Kevin). Após o acidente que hospitalizou as irmãs Wilson, Marcus faz o papel da caçula Tiffany, tentando ao máximo disfarçar suas intenções e se passar por sua "personagem" sem ser notado. O que ele não contava era que conheceria Latrell Spencer, que se apaixonaria loucamente por Tiff e faria de tudo para conquistá-la. Marcus agora tenta afastar o tarado enquanto tenta disfarçar sua missão para com sua esposa desconfiada.
- Busy Philipps como Karen Googlestein: uma das melhores amigas das irmãs Wilson, Karen é uma garota meiga e charmosa, porém bastante insegura, que sonha em encontrar um amor perfeito, sendo apaixonada por Heath, que é o namorado de Heather Vandergeld, uma das irmãs rivais das irmãs Wilson. Karen sofre de depressão por ainda estar solteira e viver sendo iludida por Heath, que costuma esnobá-la e criar falsas esperanças de um dia estar disponível para ela. Costuma ser encorajada pelas irmãs Wilson (que na verdade são os irmãos Copeland disfarçados), que dizem coisas boas à respeito dela para levantar sua autoestima e seu bom humor. Karen é uma grande aliada das irmãs contra as irmãs Vandergeld e quer provar para Heath que ela é uma mulher de valor que não depende dele para nada e merece algo melhor.
- Jessica Cauffiel como Tori Wilson: outra grande amiga das irmãs Wilson, viciada em compras e fã da canção "A Thousand Miles" (da cantora Vanessa Carlton), compartilhando isto com suas amigas Karen e Lisa, além das irmãs Wilson. É a mais madura e realista das três amigas, com um discurso independente e uma rivalidade em especial para com Megan Vandergeld, a mais velha das irmãs rivais. Tori sente inveja da beleza e da personalidade de Megan Vandergeld que é mais bonita, sexy, charmosa e atraente que Tori. Fumante, aparece muitas vezes com seu cigarro de cereja, mesmo em lugares internos (onde ela tecnicamente não deveria fumar). É geralmente quem dirige quando as amigas saem por aí.
- Jennifer Carpenter como Lisa Anderson: amiga das irmãs Wilson, de Karen e Tori. Lisa é a mais complexada das amigas, sofrendo de anorexia e bulimia e se irritando intensamente com qualquer pessoa que aponte seus "defeitos físicos" (que segundo ela são defeitos). Em certo ponto da história, se encontra em um provador com Kevin (disfarçado de Brittany), e este fica bastante impressionado com a beleza física desta (segundo os olhares dele), mas ela recebe o elogio como se fosse sarcasmo e desconta suas fúrias na "branquela", com bastante raiva da situação. Tem como sonho ser uma grande modelo de alto reconhecimento nas passarelas do mundo inteiro.
- Jaime King como Heather Vandergeld: filha mais nova de Warren Vandergeld e namorada de Heath, através do qual faz inveja à insegura Karen Googlestein. Bastante sedutora e bonita, vive tentando mostrar seus dotes físicos onde quer que vá, com roupas curtas e decotadas, seduzindo os homens e enciumando seu namorado Heath. Heather e Karen protagonizam um grande duelo de dança em uma boate, o duelo acaba sendo vencido por Heather Vandergeld.
- Brittany Daniel como Megan Vandergeld: irmã mais velha de Heather, Megan se mostra bastante madura e tenta passar a impressão de bem vivida, porém ainda gosta de provocar as irmãs Wilson, alfinetando-as com piadas de duplo sentido e insinuando que não estão em forma, trocando insultos para com estas. Possui uma rivalidade forte em especial para com Tori, julgando-se mais mulher que ela (que realmente é). Vive paquerando o traficante Russ, muito embora ache-o garoto demais para ela. Adora se aproveitar da boa fortuna de seu rico pai Warren. Megan e Heather humilham Karen e suas amigas em uma disputa de dança em uma boate o que faz Karen e suas amigas se retirarem da boate pois ficam envergonhadas da derrota na dança para as irmãs Vandergeld. Megan vive usando roupas curtas e decotadas para mostrar sua bela forma para suas rivais e para seduzir homens.
- Terry Crews como Latrell Spencer: jogador de basquete muito rico e um apostador nato, Latrell é um negro forte e musculoso, cheio de ginga e bastante narcisista. Galanteador e um tanto quanto tarado, e aficcionado por garotas branquelas (de preferência loiras), ele chega a conhecer Tiffany Wilson (que na verdade é Marcus disfarçado) e se apaixona perdidamente por ela, tentando à todo custo trazê-la para ele. Em um leilão romântico, ela (na verdade Marcus) é vendida para ele por um preço caríssimo (muito embora Kevin tentasse desviá-lo, fingindo que outros homens também estavam interessados, mas Latrell ficou com a última palavra e acabou levando Tiff). Marcus (disfarçado de Tiff) tenta evitar o pervertido atleta, mas tudo o que faz na intenção de afastá-lo somente o atrai mais ainda, fazendo-o ver coisas em comum para com sua amada, à medida que a leva em restaurantes caros tentando impressioná-la. Por ser um pitboy nato, Latrell possui um furioso rottweiler como cão de guarda em sua luxuosa mansão. Em certo ponto do filme, se revela fã da música "A Thousand Miles".
- Maitland Ward e Anne Dudek como Brittany "Britt" e Tiffany "Tiff" Wilson, respectivamente: duas irmãs socialites muito ricas que são herdeiras de uma multinacional. Britt e TIff são duas típicas patricinhas, extremamente materialistas e preocupadas com sua aparência física, tendo como grandes rivais as irmãs Vandergeld, também ricas e mimadas, que vivem fazendo de tudo para prejudicá-las, roubando pretendentes e disputando para ver quem tem os itens mais caros e valiosos. Suas grandes amigas são Karen, Tori e Lisa, com quem costumam sair para as compras, fofocar sobre homens e sair de carro ao som da canção "A Thousand Miles", que é praticamente um símbolo da amizade entre elas, dentre outras atividades femininas. Quando as duas são escoltadas pelos irmãos Copeland, acabam não oferecendo o melhor conforto para eles no carro, preocupando-se apenas com o próprio bem estar, até que sofrem um acidente de carro evitável, saindo levemente feridas no rosto e submetidas à uma pequena cirurgia, se negando a serem vistas com seus rostos feridos. Tal ocorrido obriga os dois irmãos a se disfarçarem delas sem que as duas saibam. Possuem um cachorro Lulu da Pomerânia, chamado de Neném.
- John Heard como Warren Vandergeld: patriarca rico e poderoso, da família Vandergeld, é pai das lindas e sexys irmãs Megan e Heather, para quem as duas vivem recorrendo sempre que querem algum dinheiro ou favor. Possui uma dívida com o pai de Karen que alega não ser devedor. Tem pouca ou quase nenhuma paciência para com bajuladores, em especial seu genro Heath, que vive bajulando-o querendo algo em troca. Warren é um dos suspeitos do caso de sequestro às irmãs Wilson.
- Frankie Faison como Delegado Elliot Gordon: chefão do FBI e patrão dos irmãos Copeland, bastante rígido com estes devido às suas trapalhadas, cabendo a ele resolver os prejuízos causados por estes. Após uma grande falha numa operação, ele ameaça demitir os irmãos que por um fio, aceitam escoltar as irmãs Wilson enquanto seus rivais, Harper e Gomez, resolvem o caso dos sequestradores (caso que os irmãos Copeland gostariam de resolver por si próprios). Após descobrir o disfarce dos irmãos, Gordon finalmente os demite, obrigando-os a resolver o caso por si próprios sem a ajuda da polícia.
- Lochlyn Munro como Agente Jacob Harper: agente novato do FBI e que juntamente com seu parceiro Vincent Gomez, é rival dos irmãos Copeland no trabalho. Por mais inexperiente que seja, resolveu muitos casos nos quais os irmãos falharam miseravelmente e se acha mais experiente que estes, sempre questionando seus atos e tentando passar por cima de suas missões. Possui certa queda pelas irmãs Wilson e é visto como um bom partido por Karen, após esta se frustrar com Heath e suas atitudes.
- Eddie Velez como Agente Vincent Gomez: parceiro de Harper no FBI, Gomez é mais maduro que este e tenta orientá-lo na intenção de que os dois sejam superiores aos irmãos Copeland no FBI, desbancando-os. Gomez age como se fosse um autêntico agente secreto, tendo postura séria, sisuda e imponente perante situações de risco, ou seja, o completo oposto dos irmãos Copeland, uma vez que é bastante arrogante. Ele e Harper resolveram muitos casos perdidos pelos irmãos e são incumbidos de caçar os sequestradores enquanto os irmãos são obrigados a escoltar as irmãs socialites.
- Rochelle Aytes como Denise Porter: a bela e sensual repórter do New York Times que cobre a reportagem sobre as socialites; tal qual faz com a cobertura sobre os esportes, envolvendo Latrell Spencer; dentre outras celebridades. Desperta o interesse em Kevin, que tenta conquistá-la para chamar para um encontro, mas tem dificuldades no relacionamento, devido à sua troca de papel. Aproveitando que Latrell está apaixonado por Tiffany (que na verdade é Marcus disfarçado), Kevin se passa por Latrell, tomando as chaves de casa e do carro deste e levando Denise para sua mansão afim de impressioná-la, apesar de alguns ocorridos que fazem Denise suspeitar de tal disfarce, mesmo ela estando bastante atraída por Kevin (que ela pensa ser Latrell).
- John Reardon como Heath: um ator desempregado que é namorado de Heather. Na verdade ele apenas a usa como objeto para alcançar certo status na sociedade, mas se mostra bastante interesseiro e falso. Sabendo que Karen é interessada nele, tenta provocá-la fazendo uso de suas posses e a frustra, se mostrando quase sempre indisponível e não valorizando-a como mulher. Vive bajulando o sogro Warren (por quem é detestado), na intenção de conseguir algo dele, muito embora Warren seja esperto e saiba quem Heath é de verdade. Também é um bajulador de Latrell Spencer, juntamente com seu grande amigo Russ, que é um traficante de drogas. Tanto Heath quanto Russ são dois suspeitos.
- Steven Grayhm como Russ: baladeiro, melhor amigo de Heath e um traficante de drogas. Russ é bastante jovem e abandonou a faculdade para se dedicar à vida no tráfico de drogas. Também é bem ligado a Latrell, para quem vende droga na intenção deste adormecer Tiffany/Marcus afim de transar com ela (que na verdade é ele). Como Marcus engambela Latrell, este vai parar na cama com o próprio Russ. O rapaz possui uma queda por Lisa, e vive sendo seduzido por Megan, muito embora seja aparentemente muito novo para ela.
- Casey Lee como Tony: agente de Latrell e aparentemente seu melhor amigo. Quase sempre é visto com este, exceto em momentos românticos, onde Latrell só quer sair com garotas (em especial com Tiffany).
- Faune A. Chambers como Gina Copeland: esposa de Marcus, bastante ciumenta e sempre desconfiada dos truques de seu marido, sendo bastante incompreensiva quanto à profissão deste e sempre achando que ele vive paquerando ou está tendo um caso amoroso com outra mulher, gerando confusões entre eles, já que ele vive tentando provar que é inocente, mas ela acredita que é apenas uma desculpa esfarrapada e ainda considera Kevin como uma espécie de "cúmplice" em suas investidas.
- Drew Sidora como Shaunice: melhor amiga de Gina, bastante sensual e atraente, porém que sempre concorda com as opiniões desta quanto à Marcus, motivando a amiga a romper seu casamento. Aparentemente, possui uma queda por Kevin, mas não é correspondida.
- David Lewis como Josh: um agente especial da polícia que ajuda a produzir os disfarces de Marcus e Kevin.
- Kevin Blatch como Aubrey Allure: estilista famoso cujas peças serão apresentadas no desfile em que as irmãs Wilson e as irmãs Vandergeld irão participar. Bastante afeminado, surta sempre que uma de suas investidas dá errado e se declara claramente gay, quando seduzido por Megan.

## Produção
As filmagens ocorreram em parte em Chilliwack na Colúmbia Britânica, no Canadá, incluindo as cenas externas nos Hamptons. White Chicks foi dirigido por Keenen Ivory Wayans, que também co-escreveu e produziu o filme com seus irmãos, Shawn e Marlon (que por sua vez atuaram no filme como os irmãos Copeland).

## Trilha sonora
1. "Latin Thugs" – Cypress Hill
2. "Hey Ms. Hilton" – The Penfifteen Club
3. "Shake It (Like a White Girl)" – Jesse Jaymes (Copeland)
4. "A Thousand Miles" – Vanessa Carlton
5. "Realest Niggas" – 50 Cent, Notorious B.I.G.
6. "White Girls" – Mighty Casey
7. "Dance City" – Oscar Hernandez
8. "Trouble" – P!nk
9. "U Can't Touch This" – MC Hammer
10. "Dance, Dance, Dance" – The Beach Boys
11. "Guantanamera" – Jose Fernandez Diaz
12. "It's My Life" – No Doubt
13. "(I Got That) Boom Boom" – Britney Spears feat. Ying Yang Twins
14. "Bounce" (The Bandit Club Remix) – Stock, IC Green
15. "Get Low" – Lil Jon & The East Side Boyz feat Ying Yang Twins
16. "Crazy in Love" – Beyoncé, Jay-Z
17. "It's Tricky" – Run-D.M.C.
18. "This Love" – Maroon 5
19. "No Control" – Blackfire
20. "I Wanna Know" – Joe
21. "Tipsy" – J-Kwon
22. "  Satisfaction" – Benny Benassi
23. "Let's Get It Started" – Black Eyed Peas
24. "Move Your Feet" – Junior Senior
25. "I Need Your Love Tonight" – Elvis Presley
26. "Girls Just Want to Have Fun' – Cyndi Lauper[8]

## Lançamento
White Chicks foi lançado nos Estados Unidos em 23 de junho de 2004. A Columbia TriStar Home Entertainment lançou o filme em DVD nos Estados Unidos em 26 de outubro de 2004.

## Recepção

### Bilheteria
O filme arrecadou US$ 19,7 milhões em seu final de semana de abertura, ficando em segundo lugar. Saiu de cartaz arrecadando US$ 70,8 milhões nas bilheterias dos Estados Unidos e mais US$ 42 milhões em outros países, resultando num total mundial de US$ 113,1 milhões, contra um orçamento de US$ 37 milhões. O filme foi lançado no Reino Unido em 15 de outubro de 2004 e abriu sua estreia em segundo lugar nas bilheterias, atrás de Shark Tale.

### Resposta crítica
White Chicks teve recepção negativa por parte da crítica especializada. No site agregador Rotten Tomatoes o filme possui 15% de aprovação com base em 122 resenhas e uma classificação média de 3,7/10 sob o consenso de que o longa é uma "comédia estúpida, boba e óbvia"; no Metacritic, o filme possui uma pontuação de 41/100 com base em 31 críticas, indicando "revisões mistas ou médias". Os públicos pesquisados pelo CinemaScore deram ao filme a nota média de "B+" em uma escala que varia de "A+" até "F".
Roger Ebert do jornal Chicago Sun-Times deu ao filme uma estrela e meia de quatro em sua crítica e declarou: "Aqui está um filme tão triste e convencional que foi preciso um ato de vontade para me manter no cinema"; posteriormente, Ebert nomeou o filme como o sétimo pior filme de 2004. Em sua crítica negativa do filme para o jornal The New York Times, Dave Kehr escreveu: "a maioria dos filmes requer alguma suspensão de descrença. Mas White Chicks requer algo mais radical do que isso. Uma lobotomia frontal completa pode ser um bom lugar para começar". O crítico de cinema Richard Roeper colocou o filme em primeiro lugar em sua lista dos piores filmes de 2004 sob as alegações de piadas pouco convincentes e racismo.
O filme, contudo, conseguiu algumas críticas mais positivas, embora poucas. David Rooney, da revista Variety, disse que o filme "acertou mais do que errou". Mike Clark, do USA Today, avaliou o filme com três de quatro estrelas em sua resenha e disse: "Como em qualquer outro gênero, há uma maneira certa e uma maneira errada de lidar com comédias de homens da lei. Chicks faz isso certo na maior parte do tempo".

### Indicações para prêmios
White Chicks foi indicado para cinco Framboesas de Ouro nas categorias de pior filme, pior atriz (para os irmãos Wayans pelas suas interpretações como as irmãs Wilson), pior diretor, pior roteiro e pior dupla (novamente para os irmãos Wayans pelas suas interpretações como Kevin e Marcus), mas não ganhou nenhum prêmio.

## Sequência
Em 2009, uma sequência para o filme foi anunciada pela Sony, mas a própria empresa anunciou, mais tarde, que os produtores tinham cancelado o filme antes mesmo das filmagens. Em 2013, Marlon Wayans confirmou o interesse em reviver a produção da sequência. Em abril de 2014, Marlon declarou que ele quer fazer uma sequência do filme intitulada "White Chicks 2".
Em 28 de Junho de 2015, Marlon Wayans postou uma foto no Instagram com a suposta capa do filme "White Chicks 2", onde ele pediu para que as pessoas curtissem a publicação; caso o post atingisse a marca de 300 mil curtidas a sequência poderia sair. As curtidas na foto postada já ultrapassaram a marca estabelecida, mas nenhuma resposta oficial do ator foi divulgada.
Durante uma entrevista ao Page Six em Julho de 2021, as irmãs Paris Hilton e Nicky Hilton confirmaram que vão aparecer em uma sequência de ‘White Chicks‘, que ironicamente foi inspirado nas herdeiras do hotel Hilton. Dando a entender assim, que um "White Chicks 2" estaria em desenvolvimento.